# Elisabeth von Spiegelberg
Elisabeth von Spiegelberg († 22. Februar 1308 in Zürich) war von 1298 bis 1308 Fürstäbtissin des Fraumünsterklosters in Zürich und damit die Herrin der Stadt.

## Leben
Elisabeth von Spiegelberg wurde ab 1265 als Konventfrau am Fraumünster erwähnt. Sie entstammte  einer thurgauischen Freiherrenfamilie. Durch das Aussterben bedeutender Adelsgeschlechter im Einflussbereich des Fraumünster Klosters verlor dieses stark an Rückhalt in den bestehenden Machtstrukturen. Als Äbtissin am Fraumünster anerkannte Elisabeth von Spiegelberg die Gültigkeit des Zürcher Richtebriefs auch für Streitigkeiten zwischen Geistlichen und der Bürgerschaft. Die entsprechende, vom Konstanzer Bischof ausgestellte Urkunde datiert in das Jahr 1304. Damit verschoben sich die Machtverhältnisse weiter zugunsten der Stadt Zürich.